# Elias Hutter
Pour les articles homonymes, voir Hutter.
Elias Hutter, né à Gorlitz ou Ulm en 1553 et mort à Nuremberg ou Francfort, c.1605, est un hébraïste allemand.

## Biographie

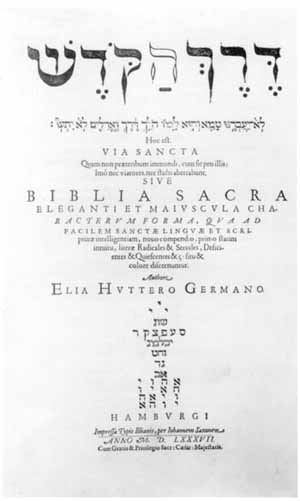
Couverture de la Bible

Elias Hutter fait ses études à Strasbourg et est professeur d’hébreu à l'université de Leipzig. Son Opus Quadripartitum, édition de la Bible en quatre langues, hébreu, grec, latin et allemand, est publié par David Wolter à Hambourg en 1596,. Daniel Schwenter l'a eu comme professeur.

## Publications
- Ancien Testament Via Sancta, sive Biblia sacra Hebraea Veteris Testamenti avec une annexe du Psaume 117 en 30 langues
- Opus Quadripartitum
- Dictionarium harmonicum. Ebraeum. Graecum.Latinum. Germanicum. Authore Elia Huttero, germano, 1598.